# Championnat d'Océanie féminin de basket-ball des moins de 15 ans
Cet article traite de l'épreuve féminine. Pour la compétition masculine, voir Championnat d'Océanie masculin de basket-ball des moins de 15 ans.
Le Championnat d’Océanie féminin de basket-ball des moins de 15 ans est une compétition féminine de basket-ball qui oppose les meilleures sélections nationales d’Océanie des joueuses de moins de 15 ans. Elle est organisée par la FIBA Océanie tous les 2 ans depuis 2009. Le titre de champion d’Océanie se joue entre 8 sélections des différentes zones d'Océanie. Les deux équipes finalistes de la compétition se qualifient directement pour le Championnat d'Asie féminin de basket-ball des moins de 16 ans pour ensuite tenter de se qualifier pour la Coupe du monde féminine de basket-ball des moins de 17 ans.

## Palmarès

### Championnat d'Océanie U16
| Édition | Année | Pays hôte  | Finale        | Finale | Finale           | Petite finale                    | Petite finale                    | Petite finale                    | MVP              |
| Édition | Année | Pays hôte  | Champion      | Score  | Deuxième         | Troisième                        | Score                            | Quatrième                        | MVP              |
| ------- | ----- | ---------- | ------------- | ------ | ---------------- | -------------------------------- | -------------------------------- | -------------------------------- | ---------------- |
| 1re     | 2009  | Brisbane   | Australie     | 3–0    | Nouvelle-Zélande | Aucune autre nation participante | Aucune autre nation participante | Aucune autre nation participante | non mis en place |
| 2e      | 2011  | Canberra   | Australie (2) | 3–0    | Nouvelle-Zélande | Aucune autre nation participante | Aucune autre nation participante | Aucune autre nation participante | non mis en place |
| 3e      | 2013  | Melbourne  | Australie (3) | 3–0    | Nouvelle-Zélande | Aucune autre nation participante | Aucune autre nation participante | Aucune autre nation participante | non mis en place |
| 4e      | 2015  | Wellington | Australie (4) | 75–54  | Nouvelle-Zélande | Tahiti                           | 59–44                            | Nouvelle-Calédonie               | non mis en place |

### Championnat d'Océanie U15
| Édition | Année | Pays hôte    | Finale                                        | Finale                                        | Finale                                        | Petite finale                                 | Petite finale                                 | Petite finale                                 | MVP                                           |
| Édition | Année | Pays hôte    | Champion                                      | Score                                         | Deuxième                                      | Troisième                                     | Score                                         | Quatrième                                     | MVP                                           |
| ------- | ----- | ------------ | --------------------------------------------- | --------------------------------------------- | --------------------------------------------- | --------------------------------------------- | --------------------------------------------- | --------------------------------------------- | --------------------------------------------- |
| 1re     | 2018  | Port Moresby | Australie (5)                                 | 110–30                                        | Nouvelle-Zélande                              | Samoa                                         | 80–41                                         | Fidji                                         | Charlise Dunn                                 |
| 2e      | 2020  | Port Moresby | Non joué en raison de la pandémie de Covid-19 | Non joué en raison de la pandémie de Covid-19 | Non joué en raison de la pandémie de Covid-19 | Non joué en raison de la pandémie de Covid-19 | Non joué en raison de la pandémie de Covid-19 | Non joué en raison de la pandémie de Covid-19 | Non joué en raison de la pandémie de Covid-19 |
| 2e      | 2022  | Mangilao     | Australie (6)                                 | 100–54                                        | Nouvelle-Zélande                              | Samoa                                         | 92–50                                         | Guam                                          | non attribué                                  |
| 3e      | 2024  | Canberra     | Australie (7)                                 | 93–44                                         | Nouvelle-Zélande                              | Tonga                                         | 75–68                                         | Samoa                                         | Olivia Olechnowicz                            |

## Médailles par pays
Tableau actualisé après le championnat 2024.
| Rang | Nation           | Or | Argent | Bronze | Total |
| ---- | ---------------- | -- | ------ | ------ | ----- |
| 1    | Australie        | 7  | 0      | 0      | 7     |
| 2    | Nouvelle-Zélande | 0  | 7      | 0      | 7     |
| 3    | Samoa            | 0  | 0      | 2      | 2     |
| 4    | Tahiti           | 0  | 0      | 1      | 1     |
| 4    | Tonga            | 0  | 0      | 1      | 1     |

## Détail par pays
| Équipe                    | 2009 | 2011 | 2013 | 2015 | 2018 | 2022 | 2024 | Total |
| ------------------------- | ---- | ---- | ---- | ---- | ---- | ---- | ---- | ----- |
| Australie                 | 1er  | 1er  | 1er  | 1er  | 1er  | 1er  | 1er  | 7     |
| Fidji                     |      |      |      |      | 4e   |      | 7e   | 2     |
| Guam                      |      |      |      |      |      | 4e   | 5e   | 2     |
| Îles Cook                 |      |      |      |      |      |      | 8e   | 1     |
| Îles Mariannes du Nord    |      |      |      |      |      | 6e   |      | 1     |
| Nouvelle-Calédonie        |      |      |      | 4e   |      |      | 6e   | 2     |
| Nouvelle-Zélande          | 2e   | 2e   | 2e   | 2e   | 2e   | 2e   | 2e   | 7     |
| Papouasie-Nouvelle-Guinée |      |      |      |      | 5e   | 5e   |      | 2     |
| Samoa                     |      |      |      |      | 3e   | 3e   | 4e   | 3     |
| Tahiti                    |      |      |      | 3e   |      |      |      | 1     |
| Tonga                     |      |      |      |      |      |      | 3e   | 1     |
| Total                     | 2    | 2    | 2    | 4    | 5    | 6    | 8    |       |

Légende : en gras le pays organisateur.